# Stormzy
Michael Ebenezer Kwadjo Omari Owuo Jr. (Croydon, Londen, 26 juli 1993), beter bekend onder zijn artiestennaam Stormzy, is een Britse rapper. In 2025 ontving hij een eredoctoraat van de Universiteit van Cambridge omdat hij in 2018 een studiebeurs voor studenten van kleur is gestart waarmee hij jaarlijks 12 studenten steunt.

## Biografie

### 2014-2017: Gang Signs & Prayer
Tussen 2015 en 2017 bracht de rapper verschillende singles uit zoals Scary en Know Me From. Na een jaar afwezigheid kondigde de rapper een eerste album aan die Gang Signs & Prayer zou heten. Het album kwam uit op 24 februari 2017 en haalde de hitlijsten in vele landen, waaronder een nummer 1-positie in zijn thuisland het Verenigd Koninkrijk. Om het album te promoten ging Stormzy op tournee en bracht hij zijn eerste live performances in de Melkweg te Amsterdam en de AB van Brussel. Het album kreeg uiteindelijk een Brit Award voor het Beste Britse album.

### 2018-heden: Heavy is the Head
In 2018 bracht Stormzy verschillende nieuwe singles uit waarvan Vossi Bop een nummer 1-hit werd in zijn thuisland. Een tweede nummer 1-hit volgde al snel met Own It, een single met singer-songwriter Ed Sheeran. In 13 december 2019 bracht hij zijn tweede album Heavy is the Head uit, en promootte hij het met een tournee door 10 landen. De shows in zijn eigen land moest hij noodgedwongen afzeggen door de Coronapandemie.

## Discografie

### Studioalbums
| Album met eventuele hitnotering(en) in de Nederlandse Album Top 100 | Datum van verschijnen | Datum van binnenkomst | Hoogste positie | Aantal weken | Opmerkingen |
| ------------------------------------------------------------------- | --------------------- | --------------------- | --------------- | ------------ | ----------- |
| Gang Signs & Prayer                                                 | 2017                  | 04-03-2017            | 25              | 4            |             |

| Album met hitnotering(en) in de Vlaamse Ultratop 200 albums | Datum van verschijnen | Datum van binnenkomst | Hoogste positie | Aantal weken | Opmerkingen |
| ----------------------------------------------------------- | --------------------- | --------------------- | --------------- | ------------ | ----------- |
| Gang Signs & Prayer                                         | 2017                  | 04-03-2017            | 86              | 5            |             |
| Heavy is the Head                                           | 2019                  | 21-12-2019            | 25              | 39           |             |
| This Is What I Mean                                         | 2022                  | 25-11-2022            |                 |              |             |

### Singles
| Single met eventuele hitnotering(en) in de Nederlandse Top 40 | Datum van verschijnen | Datum van binnenkomst | Hoogste positie | Aantal weken | Opmerkingen                            |
| ------------------------------------------------------------- | --------------------- | --------------------- | --------------- | ------------ | -------------------------------------- |
| Own It                                                        | 2019                  | 04-01-2020            | 33              | 5            | met Ed Sheeran & Burna Boy             |
| Ain't It Different                                            | 2020                  | 24-10-2020            | tip23           | 3            | met Headie One, AJ Tracey & Sevn Alias |

| Single met hitnotering(en) in de Vlaamse Ultratop 50 | Datum van verschijnen | Datum van binnenkomst | Hoogste positie | Aantal weken | Opmerkingen                |
| ---------------------------------------------------- | --------------------- | --------------------- | --------------- | ------------ | -------------------------- |
| Big For Your Boots                                   | 2017                  | 25-03-2017            | tip             | -            |                            |
| My Hood                                              | 2017                  | 01-04-2017            | tip15           | -            | met Ray BLK                |
| Power                                                | 2017                  | 17-06-2017            | tip20           | -            | met Little Mix             |
| Vossi Bop                                            | 2019                  | 04-05-2019            | tip20           | -            |                            |
| Vossi Bop (remix)                                    | 2019                  | 27-07-2019            | tip             | -            | met Bausa & Capo           |
| Crown                                                | 2019                  | 03-08-2019            | tip22           | -            |                            |
| Take Me Back to London                               | 2019                  | 31-08-2019            | tip27           | -            | met Ed Sheeran             |
| Own It                                               | 2019                  | 30-11-2019            | tip1            | -            | met Ed Sheeran & Burna Boy |
| Audacity                                             | 2019                  | 21-12-2019            | tip             | -            | met Headie One             |
| One Second                                           | 2020                  | 02-05-2020            | tip             | -            | met H.E.R.                 |
| Ain't It Different                                   | 2020                  | 29-08-2020            | tip18           | -            | met AJ Tracey              |
| Superheroes                                          | 2020                  | 26-09-2020            | tip             | -            |                            |
| Plus jamais                                          | 2020                  | 05-12-2020            | tip20           | -            | met Aya Nakamura           |

### Ep's
- Not That Deep (2014)
- Dreamers Disease (2014)
- Heavy Is The Head (2019)

### Mixtapes
- 168: The Mixtape (2013)

- Bibliothèque nationale de France: cb17144742z (data)
- Gemeinsame Normdatei: 1126736325
- International Standard Name Identifier: 0000 0004 6109 6632
- Library of Congress Control Number: no2017087266
- MusicBrainz: 67fd5116-7a49-4abf-a34f-b08774128a7a
- Nationale Bibliotheek van Tsjechië: xx0264631
- Nederlandse Thesaurus van Auteursnamen: 418069794
- Réseau des bibliothèques de Suisse occidentale: 02-A027114805
- Système universitaire de documentation: 252260694
- Virtual International Authority File: 266150468278504171375
- WorldCat: E39PBJm4Qrdd8pyCmqFFj6B9Dq